# Francesc Piñas i Brucart
Francesc Piñas i Brucart (1942-2024) va ser un casteller de la Colla Vella dels Xiquets de Valls. La seva contribució a la modernització i difusió del món casteller el van fer mereixedor de la Creu de Sant Jordi de 2013.
Piñas va formar part de la Colla Vella des de la Diada de Santa Úrsula de 1962. Poc temps més tard es va incorporar a l'equip dirigent d'aquesta colla. Va ocupar els càrrecs de secretari, tresorer i relacions públiques, primer, i posteriorment el de cap de pinyes i folres fins al 1989. Va morir l'any 2024.

## Trajectòria
És en el camp de les pinyes i els folres on més destaquen les contribucions de Piñas. Segons explica ell mateix, quan es va incorporar a la Colla Vella als anys seixanta, es va adonar que la majoria dels castellers de la pinya no ocupaven un lloc concret, sinó que es col·locaven de manera aleatòria, un fet que, al seu parer, calia corregir per a reforçar els segons i dotar així de més solidesa la base de les construccions. Fins llavors, les úniques excepcions eren les crosses, les agulles i els homes de darrere, la qual cosa va obligar Piñas a inventar-se noves posicions. Moltes de les posicions actuals en el basament del castells, com per exemple les primeres mans o els laterals, van ser ideades per ell.
Al pas dels anys 1960 als anys 1970, la Colla Vella va mantenir una dura rivalitat amb els Nens del Vendrell pel lideratge del món casteller. En aquesta pugna hi van tenir un paper important els castells amb folre, sobretot el dos de vuit i el pilar de set, que no es veien des del segle xix. La manca de coneixements sobre com construïen els folres en la Primera època d'or dels castells va obligar les dues colles a improvisar i innovar. En la diada de Santa Úrsula de 1969, la Vella va intentar el primer castell folrat del segle xx, el dos de vuit, que va caure abans de carregar-se, i en el folre del qual només hi anaven dotze persones. En aquesta prova, així com en les que faria l'agrupació vallenca fins al 1974, els components de la pinya agafaven amb els braços a dalt, com en una pinya convencional. Un mes més tard, per Sant Zacaries, els Nens del Vendrell van descarregar el pilar de set per primer cop al segle, que tenia com a novetat que els membres de la pinya s'agafen entre ells, donant pit amb els braços abaixats, una tècnica introduïda pel cap de Colla vendrellenc Jan Julivert i que amb els anys s'acabaria imposant arreu.
Ja seguint aquesta tècnica, la Colla Vella va descarregar el seu primer dos de vuit amb folre per Santa Úrsula de 1976. El 1981, amb Piñas ja de cap de pinyes de i folres, la colla rosada va descarregar el primer quatre de nou amb folre del segle, també per la fira vallenca. En aquest castell, Piñas hi va tenir també un rol important, ja que va haver de configurar un folre molt més gran que els que s'havien fet fins al moment. Va optar per prescindir de les agulles i per, en lloc de crosses, introduir les guillotines, uns homes col·locats entre els segons per donar-los suport a les aixelles amb els braços. En total, aquell folre va comptar amb trenta-dues persones. L'any següent, la Vella va carregar el primer tres de nou de la centúria, encara que aquest cop Piñas va optar per un folre amb crosses, quasi idèntic als que fan la majoria de colles avui en dia.
Entre 1981 i 1986, la Vella de Valls va ser l'única colla a fer castells de nou pisos. Piñas va deixar el lloc de cap de pinyes i folres a final de la temporada 1989. Des de llavors, va continuar participant activament en les sortides de la seva colla i es va dedicar a l'estudi i difusió del fet casteller per mitjà d'articles, xerrades i conferències arreu de Catalunya.
Durant la seva etapa com a dirigent de la Colla Vella, va treballar per dotar l'entitat de personalitat jurídica, tot registrant-la com a associació plenament reconeguda i redactant-ne els seus primers estatuts, un fet pioner en el món casteller. Com a membre de la Junta, també va col·laborar en l'adquisició del primer local social de l'entitat i en la construcció de l'actual, en la creació del primer grup de grallers d'una colla castellera i en la publicació de la revista interna La Veu de la Colla Vella, de caràcter trimestral.

## Reconeixements
L'any 2012, la revista Castells va premiar la trajectòria de Piñas com a impulsor dels folres moderns.
Un any més tard, el 2013, la Generalitat de Catalunya li va concedir la Creu de Sant Jordi per "la seva contribució rellevant a l'àmbit dels castells i al món de la cultura popular i tradicional catalana", així com per ser considerat "una de les persones que més han contribuït a la recuperació del món casteller, a la seva expansió territorial i a la seva projecció". És la segona persona que ha rebut aquesta distinció per la seva vinculació amb el fet casteller. La primera va ser l'Emili Miró i Fons, l'any 1991.